# (19120) Doronina
(19120) Doronina (1983 PM1) – planetoida z grupy pasa głównego asteroid okrążająca Słońce w ciągu 4,12 lat w średniej odległości 2,57 j.a. Odkryta 6 sierpnia 1983 roku.